# Pottia pallida
Pottia pallida là một loài Rêu trong họ Pottiaceae. Loài này được Lindb. miêu tả khoa học đầu tiên năm 1864.